# تزامن (علم الحاسوب)

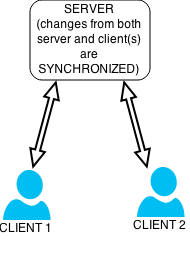

في علم الحاسوب ، يشير التزامن إلى واحد من اثنين من المفاهيم المتميزة ولكن المرتبطة: تزامن العمليات ، وتزامن البيانات. تشير عملية المزامنة إلى الفكرة القائلة بأن عمليات متعددة تقوم بالانضمام أو المصافحة عند نقطة معينة ، من أجل التوصل إلى اتفاق أو الالتزام بتسلسل معين من الإجراءات. يشير تزامن البيانات إلى فكرة الاحتفاظ بنسخ متعددة من مجموعة بيانات في تناسق مع بعضها البعض ، أو للحفاظ على سلامة البيانات. تُستخدم عادةً عمليات مزامنة التزامن لتنفيذ تزامن البيانات.